# Rio Valparaíso
O rio Valparaíso é um curso de água que banha o estado do Acre, Brasil. A região do rio Valparaíso é, historicamente, uma região de conflitos entre latifundiários e trabalhadores agroextrativistas dos seringais, com evidências de trabalho compulsório e expropriação dos trabalhadores.
1. ↑  Albuquerque, G.R. (2004). «Cultura, Trabalho e Lutas Sociais entre Trabalhadores Agro-Extrativistas do Rio Valparaíso na Amazônia acreana». UNESP. Núcleo de Estudos, Pesquisas e Projetos de Reforma Agrária. 7 (5). Consultado em 8 de setembro de 2024